# Abraham Meir Habermann
Abraham Meir Habermann (hebräisch אברהם מאיר הַבֶּרְמן, auch Heman HaYéroushalmi; geboren 7. Januar 1901 in Zurawno, Österreich-Ungarn; gestorben 1980 in Jerusalem) war ein israelischer Literaturwissenschaftler und Mediävist. 

## Leben
Abraham Meir Habermann kam im galizischen Zurawno, der heute in der ukrainischen Oblast Lwiw gelegenen Siedlung städtischen Typs Schurawno, zur Welt.
Er studierte in Würzburg und Leipzig, daneben arbeitete er ab 1923 als Bibliothekar in der Büchersammlung des Kaufhausunternehmers und Bibliophilen Salman Schocken. Von 1930 bis 1934 arbeitete er als Lehrer und Bibliothekar bei der Jüdischen Gemeinde Berlin. Habermann musste 1934 nach Palästina emigrieren. Von 1934 bis 1967 war er Direktor der nach Jerusalem geretteten Schocken-Bibliothek.
Ab 1957 lehrte Habermann außerdem mittelalterliche Literatur an der Universität Tel Aviv und wurde dort 1969 zum Professor ernannt. Er war außerdem Dozent an der Bibliothekarschule der Hebräischen Universität Jerusalem. 
Habermann forschte zur jüdischen Literatur des Mittelalters und gab eine Vielzahl von Texten neu heraus. Er schrieb auch Essays und belletristische Texte unter dem Künstlernamen Heman HaYéroushalmi. Er war mit Bilha Habermann verheiratet, sie haben zwei Kinder.

## Schriften (Auswahl)
- The history of the Hebrew book: from marks to letters; from scroll to book. Text hebräisch. Jerusalem: Mass, 1968.
- Title pages of Hebrew books. Einführung Englisch, Text hebräisch. Safed: Museum of Printing Art, 1969.
- A history of Hebrew liturgical and secular poetry. Text hebräisch. Rāmat-Gan: Hōṣāʾat Masādāh, 1970.